# Якоб Васерман (награда)
Литературната награда „Якоб Васерман“ (на немски: Jakob-Wassermann-Literaturpreis) е учредена през 1993 г. от Фюрт, родния град на писателя Якоб Васерман. Присъжда се след 1996 г. До 2002 г. наградата се раздава на всеки три години, а след това – на всеки две години. През 2007 г. отличието е присъдено извънридно по случай юбилея на град Фюрт.
Наградата е в размер на 10 000 €.

## Носители на наградата (подбор)
- Едгар Хилзенрат (1996)
- Хилде Домин (1999)
- Стен Надолни (2004)
- Уве Тим (2006)
- Роберт Шиндел (2007)
- Феридун Заимоглу (2010)
- Герхард Рот (2012)
- Урс Видмер (2014)[1]
- Гила Лустигер (2016)
- Барбара Хонигман (2018)